# Desmacystis sandalia
Desmacystis sandalia är en mossdjursart som först beskrevs av Robertson 1900.  Desmacystis sandalia ingår i släktet Desmacystis och familjen Umbonulidae. Utöver nominatformen finns också underarten D. s. concinna.